# École des maîtres
L'École des maîtres è un laboratorio internazionale e itinerante di approfondimento teatrale, per attori sotto i trent'anni,  e di incontro fra differenti tipi di culture teatrali. 
Fondato nel 1990 dal noto critico teatrale Franco Quadri, negli anni ha goduto del patrocinio di importanti istituzioni internazionali come l'Ente teatrale italiano, Centre de recherche et d'expérimentation en pédagogie artistique (Belgio), Ministère de la culture et de la communication (Francia), Académie théâtrale de l'Union (Francia), Fonds d'assurance formation des activités du spectacle (Francia), Centro servizi e spettacoli di Udine, Ministério da Cultura - Instituto Português das Artes do Espectáculo (Portogallo), Teatro stabile di innovazione del Friuli-Venezia Giulia.
Hanno diretto messinscene per l'École des maîtres: Luca Ronconi, Jacques Delcuvellerie, Jerzy Grotowski, Anatolij Vasil'ev, Luis Miguel Cintra, Yannis Kokkos, Lev Dodin, Matthias Langhoff, Anton Milenin, Giancarlo Cobelli, Peter Stein, Jacques Vassalle, Dario Fo, Eimuntas Nekrošius, Antonio Latella, Massimo Castri, Jean Louis Martinelli.
| Controllo di autorità | VIAF (EN) 131546845 · ISNI (EN) 0000 0000 9011 903X · LCCN (EN) n2003038647 |